# Fra Diavolo (film 1933)
Fra Diavolo (The Devil's Brother) è un film del 1933 diretto da Hal Roach con la collaborazione di Charley Rogers, con protagonisti Stanlio e Ollio, basato sull'omonima opéra-comique di Daniel Auber del 1830.

## Trama

Stanlio e Ollio in una scena

XVIII secolo. Stanlio e Ollio giungono nel Nord Italia per sistemarsi e godersi i risparmi di una vita, ma vengono derubati da alcuni banditi. Rimasti senza un soldo, i due decidono di darsi a loro volta al brigantaggio e attaccano un viandante; per colmo di sfortuna, costui si rivela essere nientemeno che il temutissimo Fra Diavolo, affascinante fuorilegge che ha l'abitudine di annunciarsi con una canzone. Fra Diavolo condanna Stanlio e Ollio ad essere impiccati, ma all'ultimo istante decide di risparmiarli e di arruolarli nella sua banda per usarli come complici nel suo prossimo colpo. Travestito da nobile e sotto la falsa identità del "marchese di San Marco", Fra Diavolo prende alloggio nell'albergo dove risiedono il burbero e ricchissimo Lord Rocburg e sua moglie, la bella Lady Pamela, con l'obiettivo di rubare i cinquecentomila franchi che la coppia porta con sé; Stanlio e Ollio, invece, si fingono i suoi valletti.
Matteo, il proprietario dell'albergo, ha promesso la figlia Zerlina in sposa al ricco commerciante Francesco; la ragazza, però, è innamorata del capitano delle guardie Lorenzo, intenzionato ad acciuffare Fra Diavolo per intascare il denaro che gli permetterebbe di sposare Zerlina. Fra Diavolo, nei panni del marchese, corteggia Lady Pamela per farsi rivelare il nascondiglio del patrimonio e l'ingenua nobildonna, pur se ben decisa a mantenere il segreto, cade ben presto vittima del fascino del brigante; Lord Rocburg, accortosi dell'infatuazione della moglie, decide di burlarsi di entrambi indossando gli abiti del marchese per farsi passare per lui. Stanlio e Ollio, venuti a sapere della taglia su Fra Diavolo, cercano di acciuffare il brigante, ma finiscono con il catturare invece Lord Rocburg; Fra Diavolo, che ha bisogno di loro per portare a termine il piano, decide ancora una volta di graziarli.
Fra Diavolo incarica Stanlio e Ollio di addormentare Lord Rocburg con un potente sonnifero, così da dargli modo di perquisire la sua stanza. Il brigante manda dunque i due da Lord Rocburg con un calice di vino contenente la pozione, ma il nobiluomo, indispettito dalle goffaggini dei due amici e dalla simpatia della moglie per il marchese, rifiuta l'omaggio; Stanlio, allora, per non sprecare il vino, lo beve lui stesso. Quella notte, Fra Diavolo si introduce nelle stanze dei Rocburg assieme a Stanlio e Ollio: il colpo, però, fallisce a causa di Stanlio, che accusa gli effetti del sonnifero, e dell'improvviso arrivo di Lorenzo e dei suoi uomini, di ritorno da una spedizione in cerca di Fra Diavolo. Il brigante riesce a dileguarsi appena in tempo dopo aver trafugato il medaglione di Lady Pamela e anche Stanlio e Ollio scampano per un soffio alla cattura.
Il giorno dopo, Lady Pamela denuncia la sparizione del medaglione e Fra Diavolo riesce a farla franca infilando il gioiello nel mantello di Lorenzo, che viene perciò accusato del furto; Lady Pamela, impietosita dalle suppliche di Zerlina, decide tuttavia di non farlo arrestare. Lorenzo si mette in cerca del vero colpevole e inizia a sospettare del marchese di San Marco, notando che quest'ultimo non viene mai derubato e che i furti all'albergo sono iniziati proprio con il suo arrivo. Fra Diavolo, capendo di avere poco tempo, seduce Lady Pamela e la donna, finalmente, gli rivela che il denaro è cucito nella sua sottoveste.
Stanlio e Ollio, messi al servizio dell'oste Matteo, vengono incaricati da quest'ultimo di prendergli del vino in cantina, ma a causa di una serie di disavventure Stanlio finisce per ubriacarsi. Sotto gli effetti del vino, Stanlio si mette a sbraitare una canzone che aveva sentito cantare da Zerlina la notte del furto del medaglione; Zerlina, essendo la sua camera proprio accanto a quella dei Rocburg, capisce che Stanlio e Ollio sono coinvolti e informa Lorenzo. Il capitano interroga i due amici e Stanlio fa incautamente il nome di Fra Diavolo; il disastro è completato da Ollio, che, maldestramente, "corregge" l'amico precisando che il brigante è il marchese di San Marco. L'inganno è perciò scoperto e Lorenzo fa circondare l'albergo, preparandosi a catturare Fra Diavolo.
Fra Diavolo, nel frattempo, è riuscito con un pretesto a farsi dare la sottoveste e si appresta a fuggire, ma scopre di essere in trappola; senza più nulla da perdere, il brigante annuncia a tutti la sua presenza cantando la sua famosa canzone e affronta Lorenzo in duello. Il capitano ha la meglio grazie all'involontario aiuto di Stanlio, che accidentalmente disarma Fra Diavolo facendogli infilare la spada in una botte, e il brigante viene preso. In un ultimo sberleffo a Lord Rocburg, Fra Diavolo offre a Lorenzo il denaro rubato come ricompensa per la propria cattura, permettendo così al capitano e a Zerlina di sposarsi e mandando in rovina l'avido nobiluomo.
Stanlio, Ollio e Fra Diavolo vengono condannati alla fucilazione. Innanzi al plotone, Stanlio esprime l'ultimo desiderio di soffiarsi il naso ed estrae un fazzoletto rosso: il tessuto fa imbizzarrire un toro, che irrompe fra i soldati, disperdendoli e permettendo a Fra Diavolo e a Stanlio e Ollio di fuggire e mettersi in salvo.

## Origine
Fra Diavolo è un personaggio realmente esistito, Michele Arcangelo Pezza (Itri, 7 aprile 1771 – Napoli, 11 novembre 1806), temuto e feroce bandito (in realtà lottava per liberare la sua terra dall'occupazione francese)
e guerrigliero del Regno di Napoli sul finire del XVIII secolo e l'inizio del XIX. Ogni persona che si avvicinava a lui doveva vuotare le tasche o morire sgozzata o impiccata; quando il bandito passava, cantava una canzone per attirare l'attenzione di tutti gli abitanti e i passanti, avvertendoli della sua presenza per metterli in guardia. La fama del brigante fu poi arricchita da altre leggende, che aiutarono alla costruzione del romantico personaggio, fino alla produzione dell'opéra-comique del 1830, un film muto del 1915, altri due film italiani del 1924 e 1925, più uno francese del 1931. Il film di Roach del 1933 fu un adattamento cinematografico ancor più comico dell'opera, anch'esso ambientato in Italia, come si evince sia dai nomi dei personaggi, che dall'insegna "Taverna del Cucù", dove avvengono quasi tutte le scene.

## Distribuzione italiana
Il film fu uno dei primi doppiati in italiano, sotto la direzione del regista Gero Zambuto. Fu scelto ai provini il figlio Mauro Zambuto per dare la voce a Laurel.
Questa prima versione, oggi perduta, si distinse anche per la partecipazione di un cantante professionista per doppiare le parti musicate di Dennis King, interprete del personaggio di Fra Diavolo. Tuttavia le fonti non sono concordi su chi fosse e indicano alternativamente il baritono Giuseppe de Luca o il tenore Beniamino Gigli.
Il nuovo doppiaggio fu eseguito nel 1948 da Zambuto con Alberto Sordi per la voce di Hardy. Per l'occasione furono riscritti in italiano i titoli di testa e di coda del film.

## Curiosità
- Naso-nasino-nasello (in inglese Kneesy-Earsy-Nosey = ginocchietto-orecchio-nasino) è un gioco di coordinazione e di abilità interpretato da Stanlio in questo film. Consiste nel battere le ginocchia con entrambe le mani, poi nell'afferrare l'orecchio sinistro con la mano destra mentre contemporaneamente si afferra il naso con la mano sinistra. Ancora una volta si battono le ginocchia, e poi si afferra l'orecchio destro con la mano sinistra, mentre contemporaneamente si afferra il naso con la mano destra. I partecipanti procedono quindi, nel farlo, con velocità crescente.
- Un altro giochino proposto da Stanlio nel film fu "Menadito" (in inglese Finger-wiggle, ovvero dimenare il dito) e consisteva nel girare le mani unite coi due medi all'infuori.
- Nella première il film durava 117 minuti. La versione che venne proiettata ufficialmente in tutte le sale era di 90 minuti (Theatrical's Cut).[1]